# Dan Duryea
Dan Duryea (White Plains, 23 gennaio 1907 – Hollywood, 7 giugno 1968) è stato un attore statunitense.

## Biografia
Laureato nel 1928 alla Cornell University, dove seguì i corsi di arte drammatica e affrontò le prime esperienze di recitazione, Duryea lavorò per un certo periodo nel settore pubblicitario, quindi iniziò la carriera teatrale a Broadway, raggiungendo una certa notorietà con la rappresentazione di Dead End e di Le piccole volpi, in cui interpretò il ruolo del debole e disonesto Leo Hubbard.
Nel 1940 fu chiamato a Hollywood per partecipare alla versione cinematografica di quest'ultima pièce. Il film Piccole volpi (1941), diretto da William Wyler e interpretato da Bette Davis e Herbert Marshall, ottenne un grande successo di pubblico e di critica, dando di conseguenza notorietà al debuttante Duryea. Nello stesso anno l'attore ottenne ruoli di supporto nella commedia Colpo di fulmine (1941) di Howard Hawks e nel drammatico L'idolo delle folle (1942) di Sam Wood, entrambi accanto a Gary Cooper.

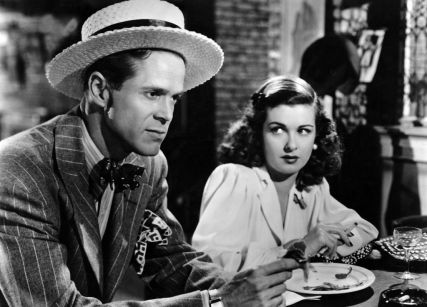
L'attore con Joan Bennett in La strada scarlatta di Fritz Lang

Gli anni quaranta gli offrirono una molteplicità di occasioni in pellicole di primo piano, in cui l'attore si specializzò in ruoli prevalentemente secondari, interpretando personaggi sinistri e tendenzialmente violenti, ma spesso deboli e incapaci. Sono da ricordare i tre film noir girati sotto la direzione di Fritz Lang, Il prigioniero del terrore (1944), La donna del ritratto (1944) e Strada scarlatta (1945). La sua inedita maschera di "cattivo", spesso pervasa da una vena di sadismo, ma non priva di simpatia, risultò efficace anche in altre pellicole del genere, tra cui La fine della signora Wallace (1945), accanto a Erich Von Stroheim, La traccia del serpente (1949) e Doppio gioco (1949). Ma seppe affrontare con altrettanta bravura anche un ruolo da eroe in un film poliziesco minore, L'angelo nero (1946), tratto da un romanzo di Cornell Woolrich.
All'inizio degli anni cinquanta portò il proprio ruolo di villain anche nel western, interpretando una tra le più celebri pellicole del genere, Winchester '73 (1950) di Anthony Mann. Durante il decennio lavorò nei più svariati generi, segnalandosi in particolare nell'avventuroso La baia del tuono (1953), diretto ancora da Mann, nel noir metropolitano La paura bussa alla porta (1955), diretto da Cornel Wilde, e nel dramma bellico Inno di battaglia (1957) di Douglas Sirk.
Nella seconda metà degli anni cinquanta, iniziò a lavorare per la televisione, partecipando a diversi episodi delle serie western Laramie (1959-1961), Gli uomini della prateria (1959-1963) e Bonanza (1960-1964). Tornò al cinema solo sporadicamente, segnalandosi in un ruolo per lui inconsueto nel film Il volo della fenice (1965), in cui interpretò un contabile, coinvolto con altri passeggeri in un incidente aereo nel Sahara, da cui riesce a salvarsi con pochi altri.

### Vita privata
Di carattere mite, nella vita privata Dan Duryea fu lontanissimo dai personaggi che portò sullo schermo per la maggior parte della sua carriera. Sposato dal 1932 con Helen Bryan, da lei ebbe due figli, Peter e Richard. Il matrimonio durò fino alla morte di lei, il 21 gennaio 1967. Fortemente provato dalla perdita della moglie, non le sopravvisse di molto: ammalatosi di tumore, morì l'anno successivo, all'età di 61 anni.

## Filmografia

### Cinema
- Piccole volpi (The Little Foxes), regia di William Wyler (1941)
- Colpo di fulmine (Ball of Fire), regia di Howard Hawks (1941)
- L'idolo delle folle (The Pride of the Yankees), regia di Sam Wood (1942)
- That Other Woman, regia di Ray McCarey (1942)
- Sahara, regia di Zoltán Korda (1943)
- Man from Frisco, regia di Robert Florey (1944)
- La signora Parkington (Mrs. Parkington), regia di Tay Garnett (1944)
- Il prigioniero del terrore (Ministry of Fear), regia di Fritz Lang (1944)
- Il ribelle (None But the Lonely Heart), regia di Clifford Odets (1944)
- La donna del ritratto (The Woman in the Window), regia di Fritz Lang (1944)
- Main Street After Dark, regia di Edward L. Cahn (1945)
- La fine della signora Wallace (The Great Flamarion), regia di Anthony Mann (1945)
- La valle del destino (The Valley of Decision), regia di Tay Garnett (1945)
- Il magnifico avventuriero (Along Came Jones), regia di Stuart Heisler (1945)
- Due pantofole e una ragazza (Lady on a Train), regia di Charles David (1945)
- La strada scarlatta (Scarlet Street), regia di Fritz Lang (1945)
- L'angelo nero (Black Angel), regia di Roy William Neill (1946)
- Frac e cravatta bianca (White Tie and Tails), regia di Charles Barton (1946)
- Dietro la maschera (Black Bart), regia di George Sherman (1948)
- Un'altra parte della foresta (Another Part of the Forest), regia di Michael Gordon (1948)
- La signora del fiume (River Lady), regia di George Sherman (1948)
- Ladri in guanti gialli (Larceny), regia di George Sherman (1948)
- La traccia del serpente (Manhandled), regia di Lewis R. Foster (1949)
- Doppio gioco (Criss Cross), regia di Robert Siodmak (1949)
- È tardi per piangere (Too Late for Tears), regia di Byron Haskin (1949)
- Cocaina (Johnny Stool Pigeon), regia di William Castle (1949)
- Appuntamento con la morte (One Way Street), regia di Hugo Fregonese (1950)
- Winchester '73, regia di Anthony Mann (1950)
- Delitto in prima pagina (The Underworld Story), regia di Cy Endfield (1950)
- I quattro cavalieri dell'Oklahoma (Al Jennings of Oklahoma), regia di Ray Nazarro (1951)
- Chicago Calling, regia di John Reinhardt (1952)
- La baia del tuono (Thunder Bay), regia di Anthony Mann (1953)
- Sky Commando, regia di Fred F. Sears (1953)
- Trentasei ore di mistero (36 Hours), regia di Montgomery Tully (1953)
- Singapore intrigo internazionale (World for Ransom), regia di Lindsay Hardy (1954)
- La mano vendicatrice (Ride Clear of Diablo), regia di Jesse Hibbs (1954)
- Gli avvoltoi della strada ferrata (Rails into Laramie), regia di Jesse Hibbs (1954)
- La campana ha suonato (Silver Lode), regia di Allan Dwan (1954)
- L'amante proibita (This is My Love), regia di Stuart Heisler (1954)
- Orgoglio di razza (Foxfire), regia di Joseph Pevney (1955)
- I razziatori (The Marauders), regia di Gerald Mayer (1955)
- La paura bussa alla porta (Storm Fear), regia di Cornel Wilde (1955)
- Inno di battaglia (Battle Hymn), regia di Douglas Sirk (1957)
- Lo scassinatore (The Burglar), regia di Paul Wendkos (1957)
- Passaggio di notte (Night Passage), regia di James Neilson (1957)
- I bassifondi del porto (Slaughter on Tenth Avenue), regia di Arnold Laven (1957)
- Kathy O', regia di Jack Sher (1958)
- I perduti dell'isola degli squali (Platinum High School), regia di Charles F. Haas (1960)
- Apache in agguato (Six Black Horses), regia di Harry Keller (1962)
- Il ballo delle pistole (He Rides Tall), regia di R.G. Springsteen (1964)
- Do You Know This Voice?, regia di Frank Nesbitt (1964)
- Taggart - 5000 dollari vivo o morto (Taggart), regia di R.G. Springsteen (1964)
- Killer Story (Walk a Tightrope), regia di Frank Nesbitt (1965)
- Dollari maledetti (The Bounty Killer), regia di Spencer Gordon Bennet (1965)
- Il volo della fenice (The Flight of the Phoenix), regia di Robert Aldrich (1965)
- Massacro a Phantom Hill (Incident at Phantom Hill), regia di Earl Bellamy (1966)
- Un fiume di dollari (The Hills Run Red), regia di Carlo Lizzani (1967)
- I cinque draghi d'oro (Five Golden Dragons), regia di Jeremy Summers (1967)
- La cortina di bambù (The Bamboo Saucer), regia di Frank Telford (1968)

### Televisione
- China Smith – serie TV, 26 episodi (1952)
- Schlitz Playhouse of Stars – serie TV, 5 episodi (1952-1958)
- The New Adventures of China Smith – serie TV, 26 episodi (1954-1956)
- The Star and the Story – serie TV, episodio 1x03 (1955)
- The 20th Century-Fox Hour – serie TV, episodio 2x04 (1956)
- General Electric Theater – serie TV, episodi 5x10-8x27 (1956-1960)
- Cimarron City – serie TV, episodio 1x02 (1958)
- Pursuit – serie TV, episodio 1x04 (1958)
- Climax! – serie TV, episodio 4x17 (1958)
- Westinghouse Desilu Playhouse – serie TV, episodio 1x16 (1959)
- David Niven Show (The David Niven Show) – serie TV, episodio 1x12 (1959)
- Ai confini della realtà (The Twilight Zone) – serie TV, episodio 1x03 (1959)
- Avventure in paradiso (Adventures in Paradise) – serie TV, episodio 1x17 (1960)
- I racconti del West (Zane Grey Theater) – serie TV, 2 episodi (1958-1961)
- Laramie – serie TV, 3 episodi (1959-1961)
- Scacco matto (Checkmate) – serie TV, episodio 1x31 (1961)
- La città in controluce (Naked City) – serie TV, 1 episodio (1962)
- Going My Way – serie TV, episodio 1x09 (1962)
- The Wide Country – serie TV, episodio 1x10 (1962)
- Gli uomini della prateria (Rawhide) – serie TV, 3 episodi (1959-1963)
- L'ora di Hitchcock (The Alfred Hitchcock Hour) – serie TV, episodio 2x12 (1964)
- Carovane verso il West (Wagon Train) – serie TV, 7 episodi (1957-1964)
- Bonanza – serie TV, 2 episodi (1960-1964)
- La legge di Burke (Burke's Law) – serie TV, 2 episodi (1964)
- Daniel Boone – serie TV, 1 episodio (1965)
- Il virginiano (The Virginian) – serie TV, episodio 5x06 (1966)
- Peyton Place – serie TV, 60 episodi (1967-1968)

### Teatro
- Le piccole volpi (The Little Foxes) di Lillian Hellman (Broadway 15 febbraio 1939)

## Doppiatori italiani
- Augusto Marcacci in Colpo di fulmine, Il prigioniero del terrore, L'angelo nero, L'altra parte della foresta, Ladri in guanti gialli, Doppio gioco, Cocaina, Winchester '73, I 4 cavalieri dell'Oklahoma, Gli avvoltoi della strada ferrata, La fine della signora Wallace, La traccia del serpente, La signora del fiume
- Stefano Sibaldi in Sahara, La baia del tuono, La mano vendicatrice, La campana ha suonato, Orgoglio di razza, La paura bussa alla porta, Inno di battaglia e nel ridoppiaggio di La donna del ritratto
- Bruno Persa in La signora Parkington, La valle del destino, Il magnifico avventuriero, Singapore intrigo internazionale, I razziatori, Il volo della fenice, Un fiume di dollari, La cortina di bambù
- Gualtiero De Angelis in Il ballo delle pistole, Taggart - 5000 dollari vivo o morto
- Rolf Tasna in Frac e cravatta bianca
- Carlo Romano in Passaggio di notte
- Nando Gazzolo in Apache in agguato
- Renato Izzo in Delitto in prima pagina
- Romano Malaspina in Piccole volpi (ridoppiaggio 1973)